# Buck Clarke
William 'Buck' Clarke (Washington D.C., 2 oktober 1933 – Los Angeles, 11 oktober 1988) was een Amerikaanse jazzpercussionist en -componist, die speelde met Freddie Hubbard, Herbie Hancock, Les McCann, Russ Freeman, Gerald Albright, Jimmy Smith en anderen. Hij speelde ook tijdens het Montreux Jazz Festival in 1968. Clarke's vele muziekstijlen omvatten soul, funk en hedendaagse jazz, met een Afrocentric-perspectief.

## Biografie
Al op jonge leeftijd begon hij te werken in een winkel met displayborden. De vader van zijn baas was een neef van Duke Ellington. In die tijd begon zijn baas jazzmuziek te spelen voor de 15-jarige Clarke, die het onder zijn aandacht bracht door te luisteren naar jazzmusici als Duke Ellington, Oscar Peterson, Allen Jones en Dizzy Gillespie. Clarke's interesse als jeugdige werd nog serieuzer toen hij verslaafd raakte aan de jazz. Hij kreeg uiteindelijk een werkaanbieding bij clubs in D.C., waar hij leerde hoe hij conga's moest spelen. Een van zijn allereerste optredens was tijdens de show 'Jig Show', waar Clarke net zo goed optrad als dansers en comedianten. Hij zou over de hele wereld reizen en naar plaatsen zoals New Orleans gaan, waar hij voor het eerst ontdekte hoe rumba-muziek te spelen. Vele anderen probeerden de jonge Clarke aan te moedigen om echte instrumenten te spelen, maar zijn visie waren de bongo-drums. Toen hij 16 of 17 jaar oud was, speelde hij met Charlie Parker. Clarke uitte zijn gevoelens in het optreden met Wess Andersons band The Washingtonians met Eddie Jones en Charlie Parker en zei dat het Clarke had opgewonden en verbijsterd. Op 19- en 20-jarige leeftijd speelde hij met Art Blakey's New York Jazz Messengers. Hij was ook lid van de achtkoppige band als deel van zijn opleiding over het leren spelen in een band. Clarke leed aan diabetes die hem zijn been kostte.

## Overlijden
Buck Clarke overleed in oktober 1988 op bijna 55-jarige leeftijd.

## Discografie

### Als leader
- 1960: Cool Hands (Offbeat)
- 1961: Drum Sum (Argo Records)
- 1963: The Buck Clarke Sound (Argo Records)
- 1988: Hot Stuff (Full Circle)

### Als sideman
Met Les McCann
- 1971: Second Movement (Atlantic Records) - met Eddie Harris
- 1972:Invitation to Openness (Atlantic Records)
- 1972: Talk to the People (Atlantic Records)
- 1972: Live at Montreux (Atlantic Records)
- 1972: Layers (Atlantic Records)
- 1974: Another Beginning (Atlantic Records)

Met Willis Jackson
- 1960: Blue Gator (Prestige Records)
- 1961: Cookin' Sherry (Prestige Records)
- 1965: Together Again! (Prestige Records) - This'll Get To Ya & It Might As Well Be Spring
- 1967: Together Again, Again (Prestige Records)

Met Gene McDaniels
- 1960: Outlaw (Prestige Records)

Met Dave Hubbard
- 1971: Dave Hubbard (Mainstream Records)

Met Cannonball Adderley
- 1971: Black Messiah (Capitol Records)

Met The Isley Brothers
- 1971: Givin' It Back - "Love The One You're With" (T-Neck)

Met Nina Simone
- 1975: The Great Show Live in Paris (Disques Festival)

Met Jimmy Smith
- 1972: Root Down - Jimmy Smith Live! (Verve Records)
- 1974: Paid In Full (Mojo)
- 1975: Jimmy Smith '75 (Mojo)
- 1977: It's Necessary (Mercury Records)

Met John Mayall
- 1976: A Banquet In Blues (ABC Records)

Met Herbie Hancock
- 1973: Sextant (Columbia Records)

Met Freddie Hubbard
- 1975: Liquid Love (Columbia Records)
- 1975: Gleam (CBS Records/Sony Music Entertainment)
- 1981: Splash (Fantasy Records)
- 1982: Born to Be Blue (Pablo)

Met Ron Escheté
- 1986: Stump Jumper (Bainbridge)

Metr Thelonious Monster
- 1989: Stormy Weather (Relativity)

- Bibsys: 7045465
- Bibliothèque nationale de France: cb141649833 (data)
- Gemeinsame Normdatei: 135071232
- International Standard Name Identifier: 0000 0000 5547 583X
- Library of Congress Control Number: n84077426
- MusicBrainz: 6b481a17-fa6a-42d6-823b-bfeb0d97a36f
- Système universitaire de documentation: 248334395
- Virtual International Authority File: 43237899